# Kamenitza
Kamenitza (Bulgaars: Каменица) is een Bulgaars biermerk. Het bier wordt gebrouwen in Brouwerij Kamenitza te Plovdiv, eigendom van Molson Coors. 

## Varianten
- 1981 (Светло), blonde lager met een alcoholpercentage van 4,4%
- Dark (ТЪМНО), bruin bier met een alcoholpercentage van 5%
- Non-alcoholic (Безалкохолно), laagalcoholisch blond bier
- Fresh, bier met een toevoeging van fruitsap (citroen of pompelmoes)